# Euproctis neola
Euproctis neola är en fjärilsart som beskrevs av Swinhoe 1907. Euproctis neola ingår i släktet Euproctis och familjen tofsspinnare. Inga underarter finns listade i Catalogue of Life.